# Солонці (Миргородський район)
Солонці — село в Україні, в Великосорочинській сільській громаді Миргородського району Полтавської області. Населення становить 402 особи. Колишній орган місцевого самоврядування — Солонцівська сільська рада.

## Географія
Село Солонці знаходиться біля великого болота урочище Солонці, уздовж якого село витягнуто на 6 км. На відстані 2 км розташоване село Бессараби та за 8 км село Великі Сорочинці. Біля села проходить кілька меліоративних каналів. Поруч проходить автомобільна дорога Р42 (Т 1710).

## Історія
Сучасне село Солонці — складалося із групи хуторів, які входили до складу Сороченської (Великосорочинської) волості: х. Тимошенків, х. Сорочинське, х. Баранов і х. Заріцький (зображені на мапі: Военно-топографическая карта Российской Империи 1846—1863 гг. Ряд: XXIII, лист: 12. Показаны территории: Полтавской губернии).

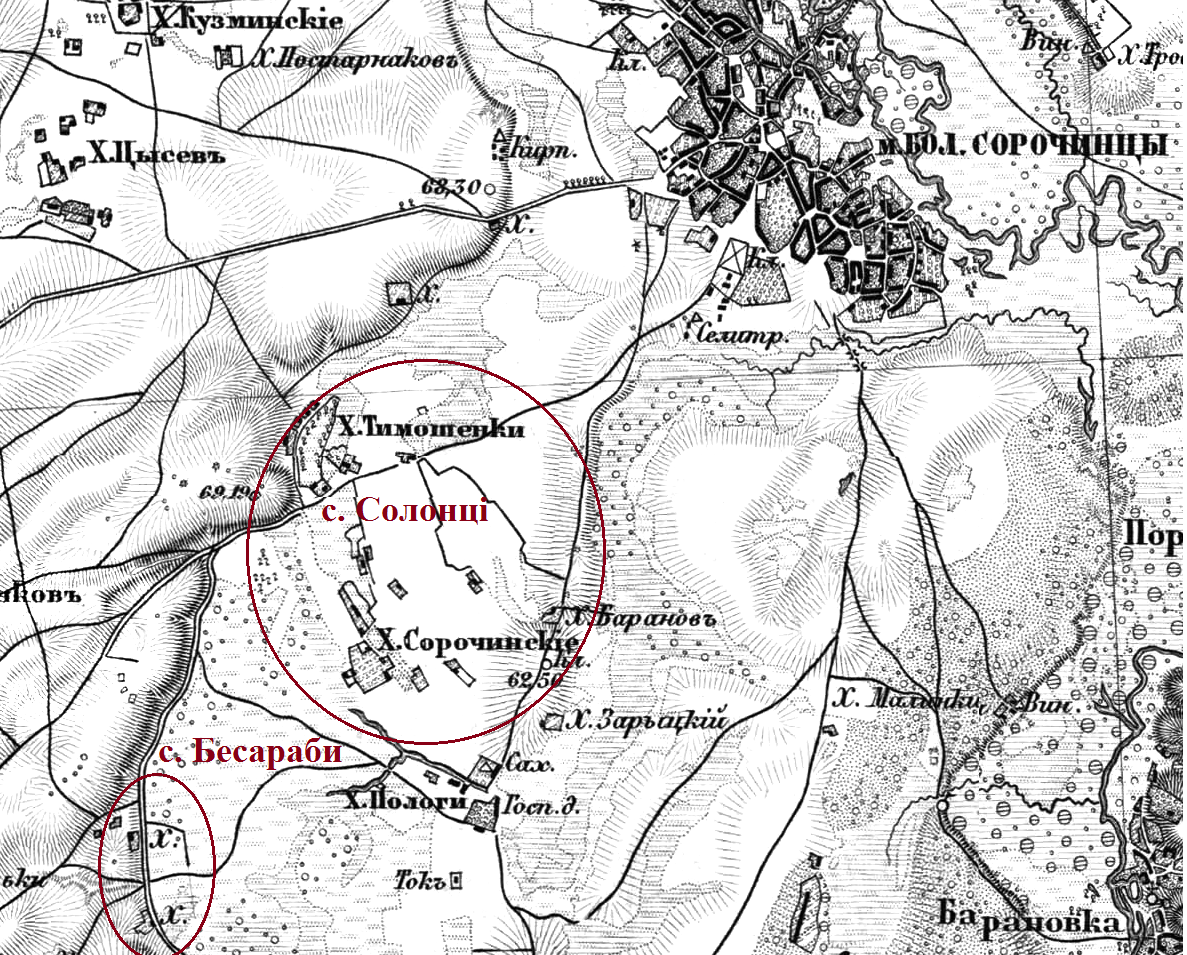
Територія села Солонці на військово-топографічній карті. Середини ХІХ ст. Ряд: XXIII, лист: 12

Найбільшим із групи хуторів було — Тимошенків. Так, на 1883 р. у ньому числилося 1 двір, 1 хата, 1 особа чоловічої статі і 3 жіночої. У 1910 р. рахується 39 козацьких господарств, 226 душ. Із 1911 р. діяло початкове земське народне училище.
В 1923 р. село Солонці стало центром Солонцівської сільської ради Сорочинського (згодом Нероновицького) району Лубенської округи. За даними 1926 р. — 21 господарств, 101 житель. В 1934 р. діяв колгосп «Перемога», напр. 30-х рр. — колгосп «Зоря комунізму». У 40-х рр. з'явився ще один колгосп — «ім. Петровського».
В 1943 р. під час військових дій між радянсько-німецькими військами було спалено 61 двір.
В 1993 р. — 176 дворів, 413 жителів. В 2006 р. — 247 дворів, 364 жителі.

## Населення

### Мова
Розподіл населення за рідною мовою за даними перепису 2001 року:
| Мова       | Кількість | Відсоток |
| ---------- | --------- | -------- |
| українська | 396       | 98.51 %  |
| російська  | 5         | 1.24 %   |
| білоруська | 1         | 0.25 %   |
| Усього     | 402       | 100 %    |

## Економіка
- ТОВ «АФ „Зоря-Агро“» — спеціалізація вирощування с/г культур.
- Мережа магазинів «Вікторія».
- Кафе-Бар «Добро пожаловать».

## Об'єкти соціальної сфери
- Будинок культури.
- Дитячий садок «Барвінок».

## Постаті
- Плохань Микола Леонідович (1993—2023) — солдат збройних сил України, учасник російсько-української війни.

| Україна | Це незавершена стаття з географії України. Ви можете допомогти проєкту, виправивши або дописавши її. |

1. ↑  Рідні мови в об'єднаних територіальних громадах України — Український центр суспільних даних